# ProRace Berlin 2012
La ProRace Berlin 2012, seconda edizione della corsa, valida come evento del circuito UCI Europe Tour 2012 categoria 1.1, si svolse il 10 giugno 2012 per un percorso di 186 km. Fu vinta dal tedesco André Greipel, che giunse al traguardo con il tempo di 4h 08' 49" alla media di 44,85 km/h.
Al traguardo 121 ciclisti portarono a termine il percorso.

## Ordine d'arrivo (Top 10)
| Pos. | Corridore         | Squadra        | Tempo    |
| ---- | ----------------- | -------------- | -------- |
| 1    | André Greipel     | Lotto-Belisol  | 4h08'49" |
| 2    | Rüdiger Selig     | Katusha Team   | s.t.     |
| 3    | Raymond Kreder    | Garmin         | s.t.     |
| 4    | Tom Veelers       | Argos-Shimano  | s.t.     |
| 5    | André Schulze     | Team NetApp    | s.t.     |
| 6    | Marko Kump        | Adria Mobil    | s.t.     |
| 7    | Michael Schweizer | Nutrixxion     | s.t.     |
| 8    | Fabian Schnaidt   | Specialized    | s.t.     |
| 9    | Björn Schröder    | Raiko-Stölting | s.t.     |
| 10   | Henning Bommel    | LKT Team       | s.t.     |